# Casa de Samambaia
A Casa de Samambaia foi a residência da arquiteta autodidata Lotta Macedo Soares e sua companheira, a poeta americana Elizabeth Bishop. Construída entre1950 e 1955 com projeto do arquiteto Sérgio Bernardes, a Casa da Samambaia foi premiada, em 1954, na 2ª Bienal do Museu de Arte Moderna de São Paulo. A casa está localizada no bairro de Samambaia, em Petrópolis, no estado do Rio de Janeiro.
Lotta escolheu o local mais próximo à mata para construir a Casa de Samambaia quando  herdou o terreno, de sua mãe, em Petrópolis. O local ainda não dispunha de sistema rodoviário. Pelo projeto da casa, Sérgio Bernardes levou o prêmio para arquitetos com menos de 40 anos de idade na II Bienal de São Paulo em 1954, ou seja, com a casa ainda em construção. O júri era composto por Alvar Aalto, Walter Gropius e Ernest Rodger. Essa "residência-galpão", que foi a primeira experiência consistente, no Brasil, quanto ao uso de estruturas metálicas, só estaria pronta em 1955.
Desde 31 de agosto de 1977 a proprietária da casa é a empresária Zuleika Borges Torrealba. Desde então o local passou por transformações: o piso foi trocado, closets foram construídos, parte da entrada do escritório foi retirada, assim como a janela que ia até o chão.

## Arquitetura
De arquitetura modernista, a Casa de Samambaia foi um marco para o estilo no Brasil. Projetada pelo arquiteto Sérgio Bernardes.
Bernardes utilizou alumínio ondulado para o telhado, com estrutura de treliça metálica e pilares de aço. E para as paredes, usou pedras brutas, vidros e tijolos. A casa era dividida em duas alas. A primeira, em um ponto mais elevado, era reservado as moradoras, e a segunda ala, para hóspedes. As duas alas eram interligadas através de uma rampa de plano aberto, que conduzia também à sala de estar. O projeto da Casa de Samambaia foi elaborado para incorporar a paisagem local.